# Kunoniovité
Kunoniovité (Cunoniaceae) je čeleď vyšších dvouděložných rostlin z řádu šťavelotvaré (Oxalidales). Jsou to dřeviny se vstřícnými a často zpeřenými, zubatými listy a pravidelnými, většinou drobnými květy. Čeleď zahrnuje asi 300 druhů ve 27 rodech a je rozšířena zejména na jižní polokouli. Nejčastěji rostou ve vlhkých tropických horských lesích. Některé druhy jsou těženy pro dřevo nebo se z nich získávají třísloviny. Eukryfie jsou pěstovány jako okrasné rostliny. Jejich fosilie jsou známé již z období pozdní křídy.

## Popis
Zástupci kunoniovitých jsou stálezelené keře a stromy, v případě rodu Weimannia někdy i škrtiče nebo hemiepifyty. Jediným opadavým druhem je Eucryphia glutinosa, pocházející z Chile. Některé druhy dosahují horních pater tropického pralesa. Kůra je obvykle šedá nebo světle hnědá, s podélnými prasklinami, větévky s lenticelami. Listy jsou vstřícné (výjimečně střídavé – Gumillea), jednolisté, trojlisté, dlanitě složené nebo lichozpeřené. Palisty jsou přítomny a často nápadně vyvinuty. Lístky jsou obvykle zubaté se zuby zakončenými žlázkou. Žilnatina je zpeřená. Řapíky a střední žilka listu jsou často křídlaté. Chlupy na listech jsou jednoduché. Květy jsou pravidelné, oboupohlavné, drobné a vyrůstají v úžlabních nebo vrcholových květenstvích, nejčastěji v latách, thyrsech či chocholících. Květy jsou stopkaté nebo přisedlé, stopky květů jsou pod polovinou často článkované. Kalich je složen z různého počtu (4-5, příp. 3-10) volných nebo na bázi srostlých lístků. Korunní lístky jsou volné nebo bazálně srostlé, ve stejném počtu jako kališní, u některých zástupců koruna chybí. Květy jsou bílé, smetanové, růžové nebo světle oranžové, méně často jasně červené nebo jasně zelené. Tyčinek je obvykle dvakrát tolik co kališních lístků, nejčastěji 8 nebo 10. Semeník je svrchní nebo polospodní, srostlý ze 2 až 5 (až 14) plodolistů, u některých zástupců je gyneceum apokarpní. Čnělky jsou volné. Plodem je tobolka se 2 až mnoha semeny, výjimečně měchýřek, oříšek nebo peckovice, případně souplodí pukavých plůdků. Semena jsou lysá nebo chlupatá a obsahují olejnatý endosperm.

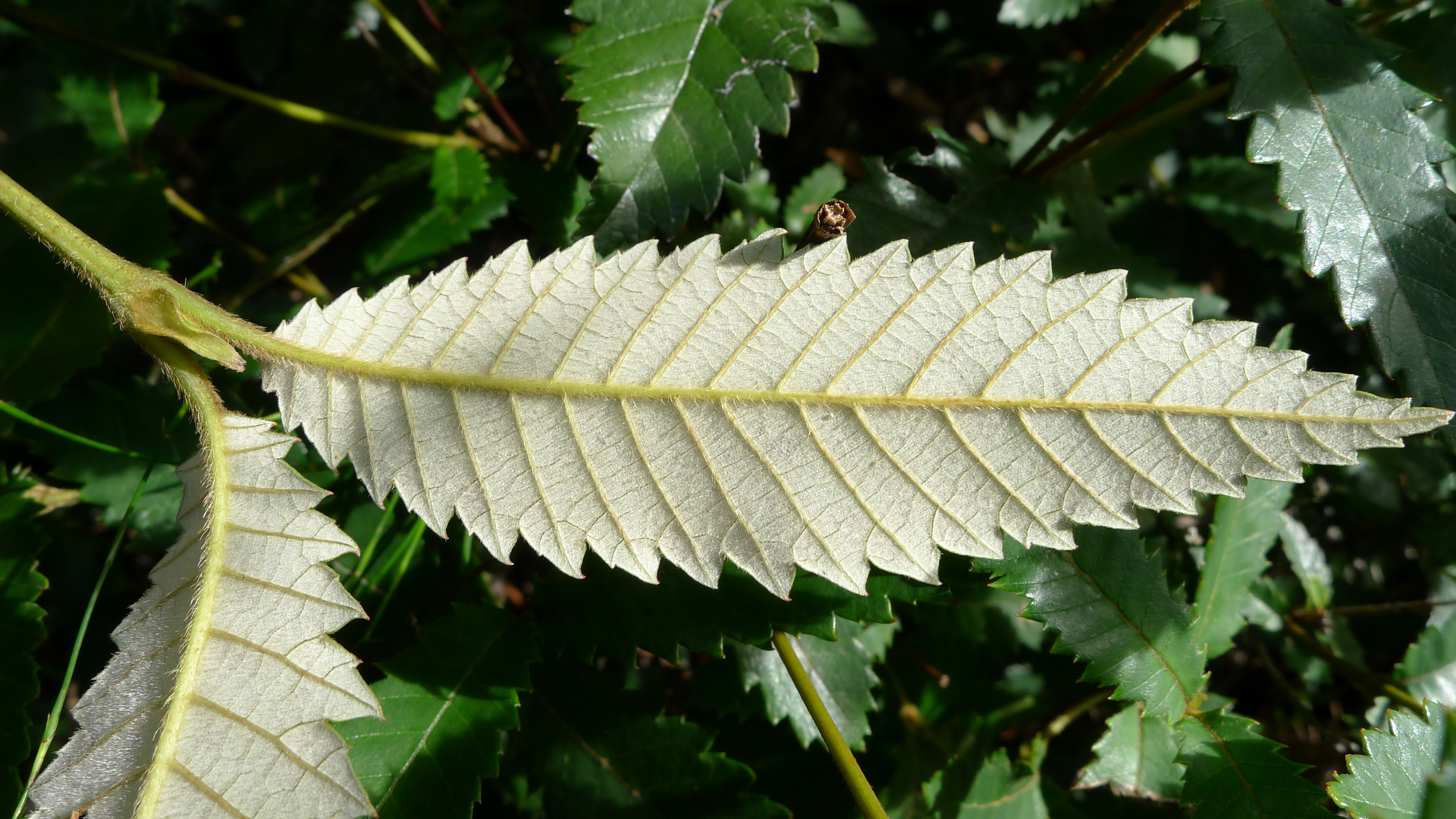
List Callicoma serratifolia
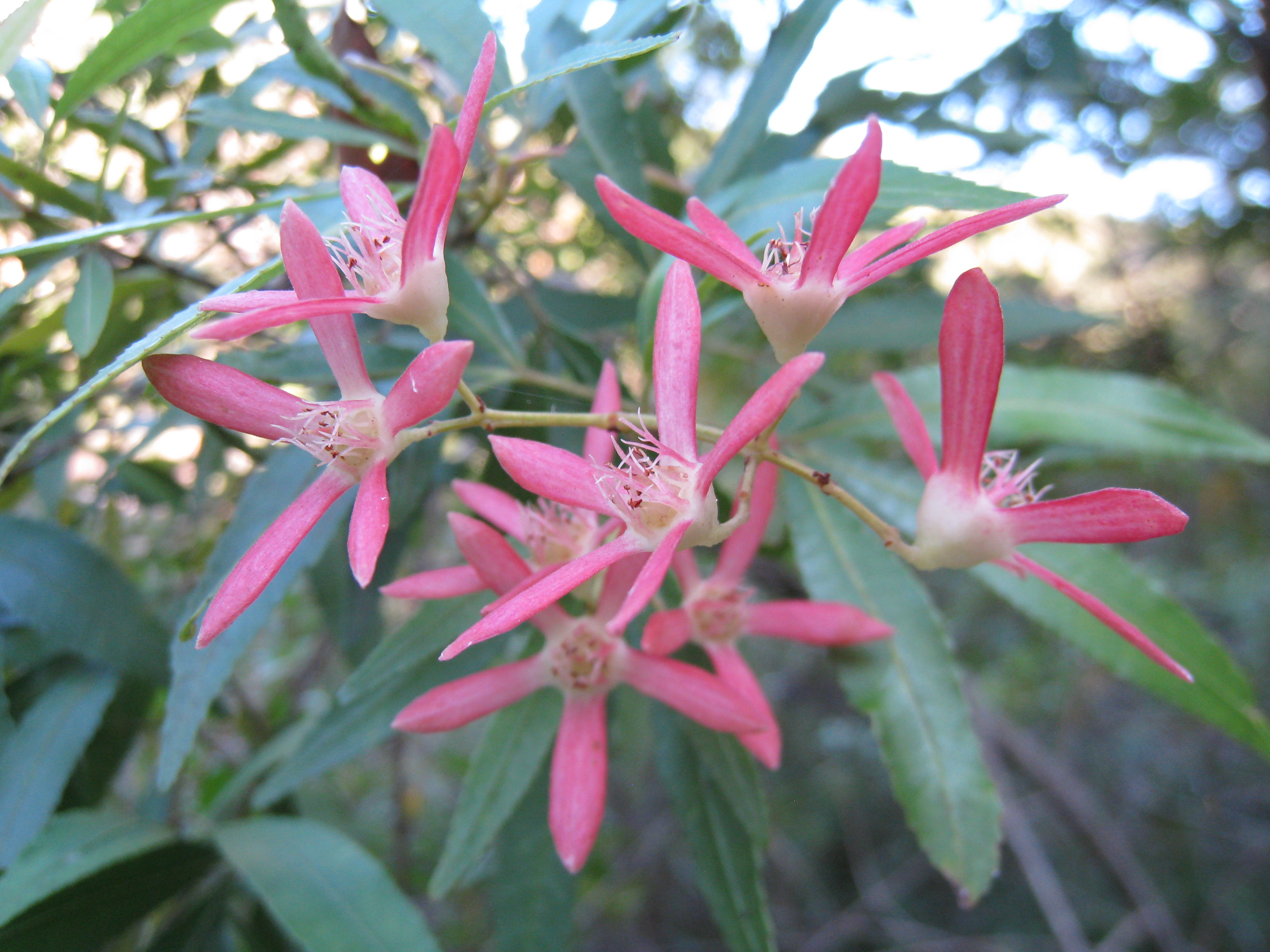
Květy Ceratopetalum gummiferum
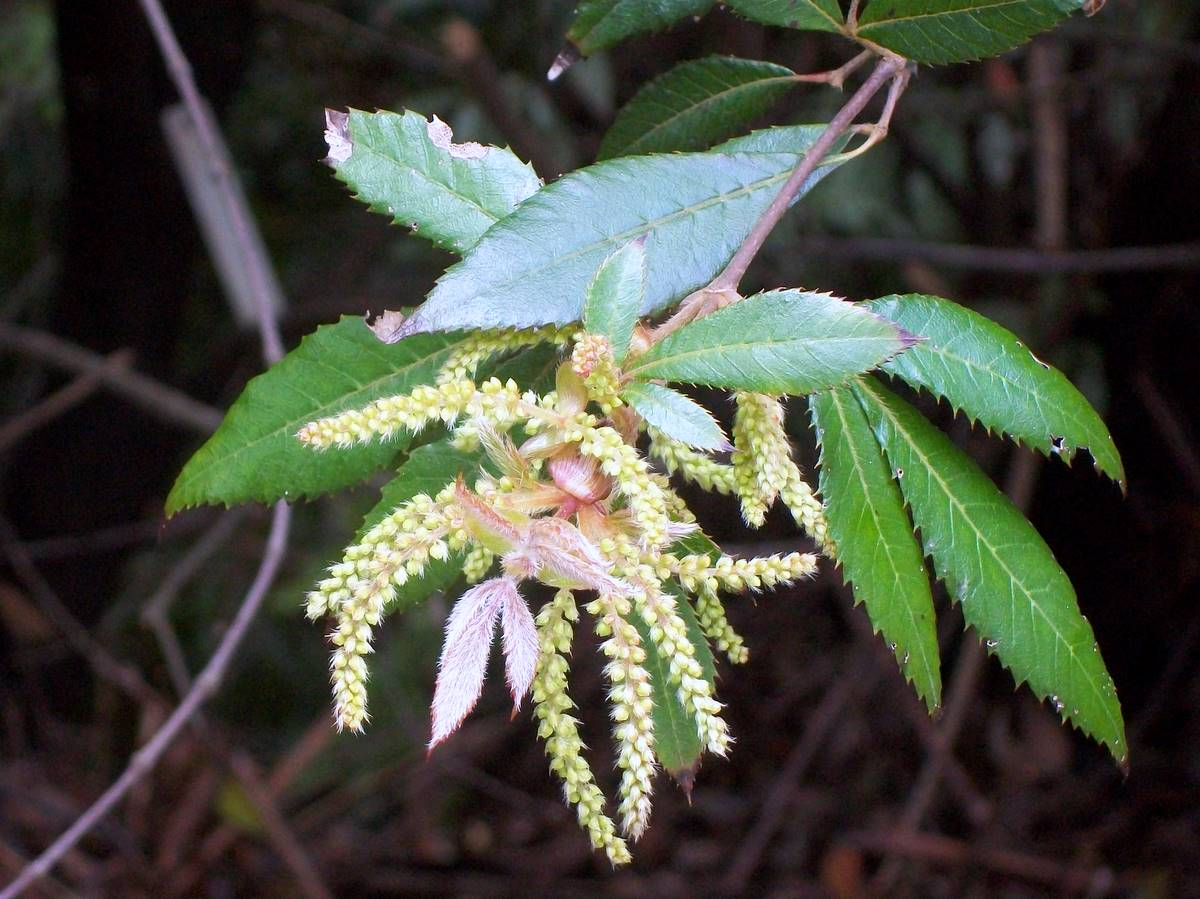
Květenství Vesselowskya rubifolia
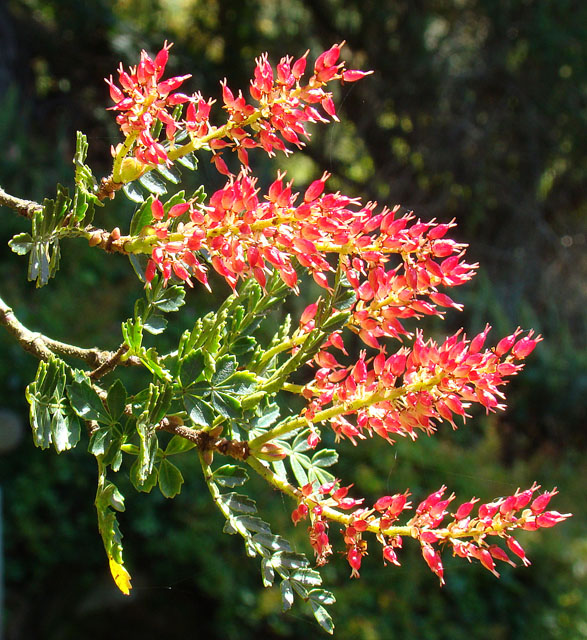
Weinmannia trichosperma s plody
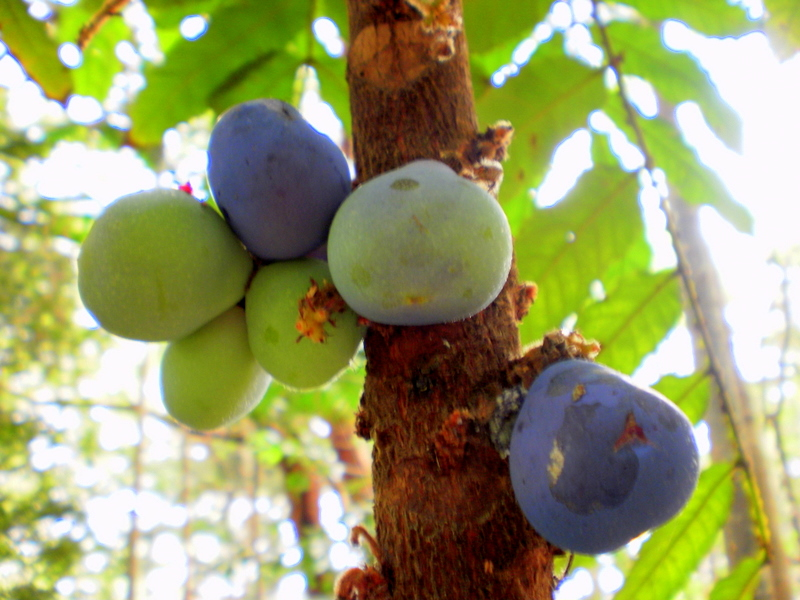
Plody Davidsonia jerseyana

## Rozšíření
Čeleď zahrnuje 27 rodů a asi 300 druhů. Největším rodem je Weinmannia (asi 150 druhů). Čeleď má primárně gondwanské rozšíření. Je rozšířena v tropické Americe, v jihovýchodní Asii a australské oblasti od Malajsie po Austrálii a Nový Zéland, v jižní Africe, na Madagaskaru a na ostrovech jižního Pacifiku. V některých oblastech (Jižní Amerika, jižní Afrika, Austrálie a Nový Zéland) je rozšířena mimo tropické oblasti a přesahuje až do mírného pásu. Centrum druhové diverzity je v Australasii (Nová Guinea, východní Austrálie, Nová Kaledonie), největší počet druhů je na Nové Kaledonii. V Malajsii jsou rozšířeny od nížin po nadm. výšky okolo 3500 metrů. Největší počet druhů je v horských lesích v nadm. výškách mezi 1000 a 2500 metry. V Americe se vyskytuje v počtu asi 80 druhů ve 4 rodech a je rozšířena od Mexika po mírné oblasti jihu Jižní Ameriky.
Většina druhů kunoniovitých roste ve vlhkých horských lesích. V některých typech horského mlžného lesa na Madagaskaru a v Jižní Americe jsou charakteristickou a převládající složkou. V Austrálii rostou některé druhy jako složka řídké keřové vegetace na písčitých půdách, na Nové Kaledonii na hadcích.

## Ekologické interakce
Květy produkují nektar a lákají různý hmyz, ptáky, netopýry a gekony. Květy některých druhů sladce voní, jiné zapáchají nebo jsou bez vůně. Pukavé plody většiny rodů zůstávají po dozrání na větvích, semena opatřená křídlovitými přívěsky nebo dlouhými chlupy z nich vypadávají a jsou šířena větrem. Několik rodů má nepukavé plody, které opadávají vcelku a jsou šířeny vzduchem nebo vodou. Dužnaté peckovice některých druhů (např. rod Schizomeria) jsou šířeny kasuáry či jinými ptáky, netopýry nebo stromovými savci. Nafouklé plody jihoafrického rodu Platylophus jsou šířeny vodou.
U australského rodu Davidonia jsou na rostlinách přítomny tuhé žahavé chlupy.

## Taxonomie
V Cronquistově systému byla čeleď Cunoniaceae řazena do řádu růžotvaré (Rosales).
Systém APG sloučil v řádu šťavelotvaré (Oxalidales) několik čeledí řazených do té doby do různých řádů.
Rod Aphanopetalum byl přeřazen do samostatné čeledi Aphanopetalaceae v řádu lomikamenotvaré (Saxifragales).
Do čeledi Cunoniaceae byly vřazeny rody Eucryphia, Davidsonia a Bauera, zařazované dříve do samostatných čeledí.

## Zástupci
- bauera (Bauera)
- eukryfie (Eucryphia)
- kunonie (Cunnonia)
- lachatka (Ceratopetalum)[7]

## Význam
Dřevo stromovitých zástupců je především v Malajsii a Austrálii využíváno ve stavebnictví. Mnohé druhy mají velký obsah taninů a v minulosti byly jejich populace často vyhledávány a drancovány pro účely koželužství. Na Madagaskaru a Novém Zélandu jsou dřeviny rodu Weinmannia významným zdrojem medu podobně jako eukryfiové lesy na Tasmánii a v Chile.
Druhy Spiraeopsis celebica a Weinmannia fraxinea se mohou stát na sekundárních travnatých stanovištích invazivními rostlinami.
Druhy rodu eukryfie (Eucryphia) jsou v klimaticky příhodných oblastech Evropy při atlantském pobřeží využívány jako atraktivní zahradní dřeviny.

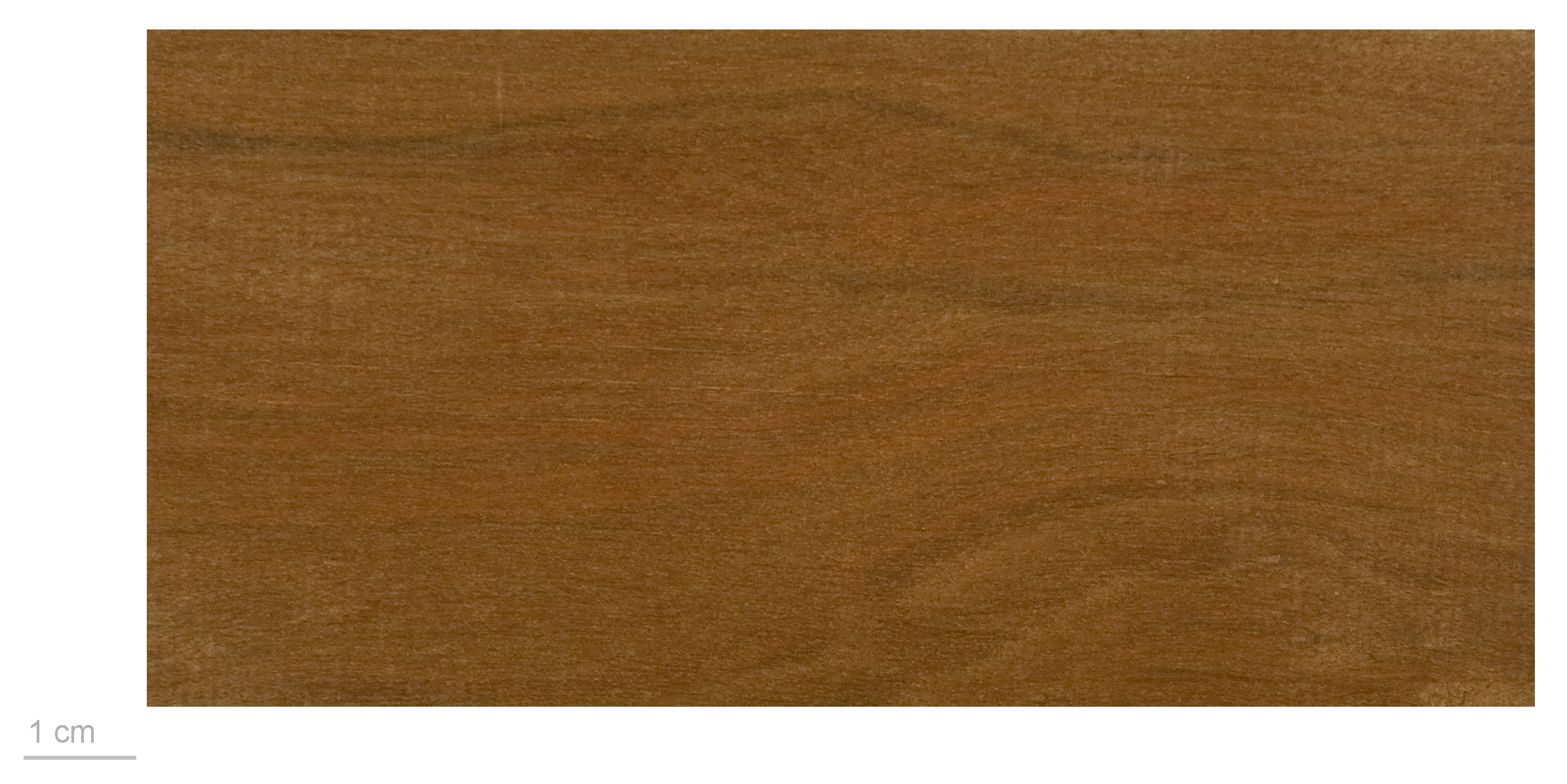
Dřevo Cunonia austrocaledonica
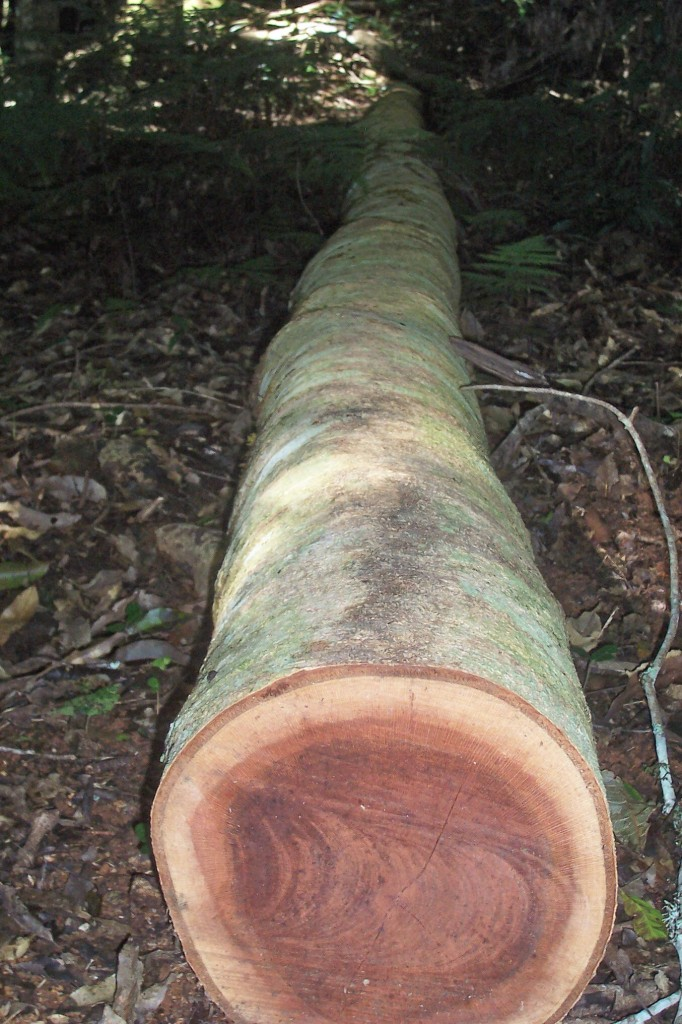
Kmen Schizomeria ovata
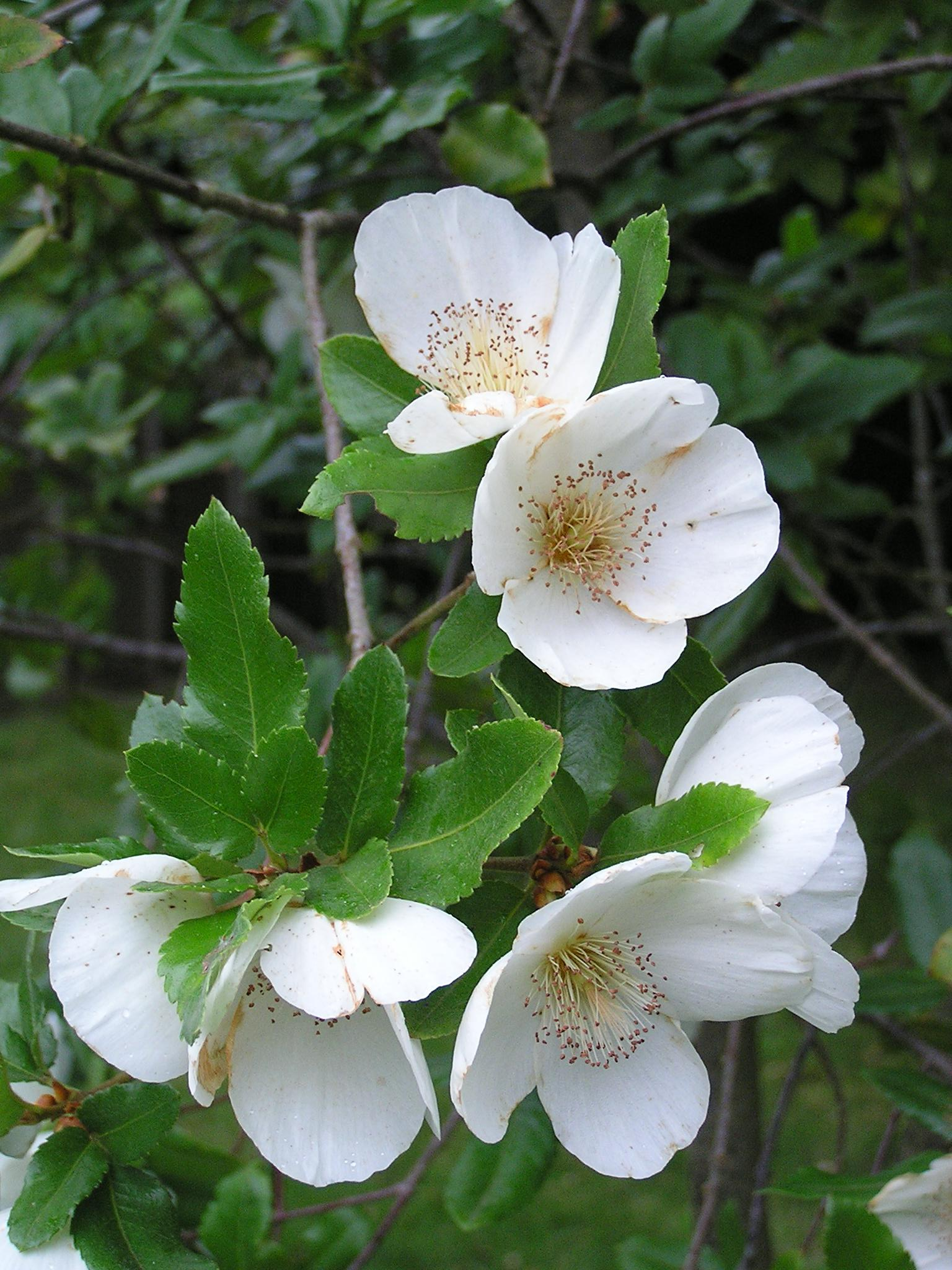
Eukryfie Eucryphia × nymansensis

## Seznam rodů
Ackama,
Acrophyllum,
Aistopetalum,
Anodopetalum,
Bauera,
Caldcluvia,
Callicoma,
Ceratopetalum,
Codia,
Cunonia,
Davidsonia,
Eucryphia,
Geissois,
Gillbeea,
Hooglandia,
Karrabina,
Lamanonia,
Opocunonia,
Pancheria,
Platylophus,
Pseudoweinmannia,
Pullea,
Schizomeria,
Spiraeanthemum,
Spiraeopsis,
Vesselowskya,
Weinmannia